# Eduardo Alves da Silva
Eduardo Alves da Silva (Rio de Janeiro, 25 febbraio 1983) è un ex calciatore brasiliano naturalizzato croato, di ruolo attaccante.

## Caratteristiche tecniche
Attaccante mancino abile nel gioco aereo, dotato di un'ottima tecnica di base, personalità e freddezza sotto porta.
Purtroppo, a causa dei molteplici problemi fisici, non ha espresso tutto il suo potenziale, in particolare per colpa di un terribile infortunio alla caviglia patito nel 2008, quando militava nell'Arsenal.

## Carriera

### Club

#### Gli inizi e i vari prestiti
Iniziò la carriera in Brasile nelle giovanili del Bangu. All'età di 15 anni, nel 1998, fu acquistato dalla Dinamo Zagabria. Successivamente fu mandato in prestito nel 2001 per 6 mesi al Croatia Sesvete, riuscendo a segnare 2 gol in 5 apparizioni. L'anno successivo rientrò a Zagabria dove si alternò tra giovanili e prima squadra, scendendo in campo con quest'ultima in quattro occasioni. Nella stagione 2002-2003 venne mandato di nuovo in prestito, questa volta allo Inker Zaprešić, militante nella seconda divisione croata, dove realizzò 10 gol in 15 presenze.

#### Ritorno alla Dinamo Zagabria
Dopo esser ritornato dal prestito, si stabilì subito tra i titolari nella stagione 2003-2004. Successivamente venne nominato miglior giocatore del campionato croato. Continuò a giocare regolarmente con la Dinamo Zagabria, venendo scelto nuovamente come migliore della lega e vinse la supercoppa croata. In finale segnò una doppietta nel 4-1 sul Rijeka; successivamente giocò molto bene nella partita valida per le qualificazioni alla Champions League contro l'Ekranas: durante questa partita, vinta 4-1, Eduardo segnò 2 reti. Nel turno successivo, la squadra della capitale croata affrontò l'Arsenal e, fra andata e ritorno, Eduardo segnò l'unico gol nella sconfitta complessiva 5 a 1. Segnò anche i due gol della Dinamo Zagabria nella sconfitta complessiva (fra andata e ritorno) contro l'Auxerre 5-2 (Coppa UEFA).
Nella prima parte della stagione 2006-2007, aiutò la sua squadra a guadagnare il primo posto, segnando 18 gol in 18 presenze, incluse 3 doppiette e 1 tripletta, più 7 assist. Tra l'altro, è stato l'unico calciatore della Dinamo a giocare tutte e 18 le partite prima della pausa invernale, partendo sempre tra gli undici titolari. Verso metà novembre realizzò due triplette in rapida successione, prima in nazionale croata, poi in campionato.
Nella vittoria 4-1 della Dinamo nel derby contro l'NK Zagabria Eduardo realizza il 30º gol in campionato, battendò così il record di 13 anni fa di Goran Vlaović che contava 29 gol. Terminò la 1. HNL con 34 gol in 32 presenze. Diventò anche il primo giocatore a segnare una tripletta nel "big match" fra Dinamo Zagabria e Hajduk Spalato, ultima giornata di campionato, terminata 3-0.

#### Arsenal
Il 3 luglio 2007 l'Arsenal confermò che l'accordo con la Dinamo Zagabria era stato raggiunto, e che Eduardo Alves da Silva era ufficialmente un calciatore dell'Arsenal. Eduardo fa il suo debutto con la maglia dei Gunners nell'amichevole contro i turchi del Gençlerbirliği in Austria e la sua prima apparizione nella formazione titolare avviene nella partita contro la Lazio, partita vinta 2-1 nella quale da Silva realizza il suo primo gol.
Il giocatore è stato vittima di un gravissimo scontro di gioco il 23 febbraio 2008, durante un incontro di Premier League contro il Birmingham City: il difensore avversario Martin Taylor, al 2' di gioco, nel tentativo di contrastare in tackle una sua avanzata, ha sbagliato il tempo dell'entrata provocandogli la frattura di tibia e perone della gamba sinistra, precludendo al croato la partecipazione al campionato d'Europa 2008 in Austria e Svizzera.
Eduardo è tornato a calcare i campi di gioco il 16 dicembre 2008 con la squadra riserve dell'Arsenal. Il 16 febbraio 2009, durante la partita di FA Cup tra Arsenal e Cardiff City, Eduardo torna al gol segnando una doppietta.

#### Shakhtar Donetsk
Il 21 luglio 2010 viene ufficializzato il suo acquisto da parte dello Šachtar per 7,5 milioni di euro.
Esordisce proprio il 21 luglio, entrando al 56º al posto del connazionale Jádson e al 74º segna il goal partita contro il Volyn'. In Champions League realizza un gol contro l'Arsenal (la sua ex squadra) il 19 ottobre 2010, mettendo a segno l'unico gol dello Šachtar nella partita terminata 5-1 per i Gunners. Si ripete nella partita di ritorno, segnando il gol per il decisivo 2-1 in favore della sua squadra.

#### Flamengo
Il 17 luglio 2014 viene annunciato il suo acquisto da parte del Flamengo. Decide di indossare la maglia numero 23. Il 3 agosto seguente fa il suo esordio in Brasile, nella gara di campionato contro la Chapecoense (0-1), subentrando a Gabriel al 64º minuto. Con la squadra di Rio de Janeiro rimane per 2 stagioni collezionando 10 gol in 27 presenze a fine stagione 2015 lascia il club rossonero.

#### Ritorno allo Šachtar Donec'k
Il 12 luglio 2015 fa ritorno allo Šachtar.

#### Parentesi al Paranaense e Legia Varsavia
Il 25 febbraio 2017, dopo essersi svincolato dal club ucraino, Eduardo firma per l'Atletico Paranaense. A seguito di poche apparizioni nel club brasiliano, durante il mercato di gennaio 2018 si trasferisce al Legia Varsavia.

### Nazionale
Nel 2002 Eduardo prende la nazionalità croata e viene convocato dalla nazionale croata Under-21 per la fase finale del campionato europeo del 2004 in Germania, giocando tutte e tre le partite della sua squadra mettendo anche a segno un gol nel suo debutto internazionale contro la Serbia e Montenegro. Eduardo viene ancora chiamato per giocare il girone di qualificazione del campionato europeo del 2006, campionato in cui giocò nove partite mettendo a segno un totale di sette gol. Nonostante il suo contributo, la Croazia non riuscì a qualificarsi per la fase finale dopo aver perso la sfida decisiva contro la Serbia per 5-2, partita in cui Eduardo mise a segno una doppietta. Con l'Europeo si concluse la carriera nella nazionale croata Under-21.
Eduardo, chiamato dalla nazionale maggiore croata, fece il suo debutto nella gara amichevole contro l'Irlanda il 16 novembre 2004 all'età di 21 anni, entrando nel secondo tempo. Nel 2005 giocò altre due partite amichevoli e disputò entrambi i match della Carlsberg Cup che si tenne nel 2006 ad Hong Kong. Eduardo segnò il suo primo gol con la nazionale proprio in questo torneo, andando a segno nella vittoria per 4-0 contro l'Hong Kong nella sfida per il terzo posto tenutasi il 1º febbraio 2006. Venne quindi inserito nella lista dei probabili candidati per il campionato mondiale del 2006 ma alla fine non venne convocato.
Dopo il mondiale tedesco Eduardo tornò nel giro della nazionale croata, a seguito del cambio di allenatore. Slaven Bilić, neo allenatore della Croazia, fece molto affidamento sull'attaccante schierandolo da titolare il 16 agosto 2006 nell'amichevole contro l'Italia, vinta 2 a 0 (l'1 a 0 arrivò con un suo gol). Fu titolare nella partita valida per le qualificazioni a Euro 2008 contro la Russia il 6 settembre 2006, debuttando così in una partita ufficiale con la nazionale maggiore. Segnò il suo primo gol in una gara ufficiale il 16 ottobre dello stesso anno contro l'Inghilterra, battendo il portiere avversario con un colpo di testa. La Croazia vinse quel match 2 a 0 balzando così in testa al girone E con 7 punti e una differenza reti di +9. Nella partita successiva, contro Israele il 15 novembre 2006, Eduardo mise a segno una tripletta, aiutando così la squadra a vincere 4-3 sugli avversari. Nel match successivo, contro la Macedonia a marzo del 2007, segnò un gol all'88º minuto, che permise alla sua nazionale di battere i macedoni 2-1. Il 2 giugno 2007 Eduardo fu ancora determinante per la Croazia, segnando l'unico gol nella partita vinta contro l'Estonia.
Il 15 luglio 2014, dopo aver giocato il Mondiale in Brasile con la sua Croazia, ha annunciato il suo ritiro dalla nazionale.

## Statistiche

### Presenze e reti nei club
| Stagione               | Club                   | Campionato             | Campionato | Campionato | Coppe nazionali | Coppe nazionali | Coppe nazionali | Coppe continentali | Coppe continentali | Coppe continentali | Altre coppe | Altre coppe | Altre coppe | Totale | Totale |
| Stagione               | Club                   | Comp                   | Pres       | Reti       | Comp            | Pres            | Reti            | Comp               | Pres               | Reti               | Comp        | Pres        | Reti        | Pres   | Reti   |
| ---------------------- | ---------------------- | ---------------------- | ---------- | ---------- | --------------- | --------------- | --------------- | ------------------ | ------------------ | ------------------ | ----------- | ----------- | ----------- | ------ | ------ |
| gen.-giu. 2001         | Croatia Sesvete        | 1. HNL                 | 5          | 2          | CC              | -               | -               | -                  | -                  | -                  | -           | -           | -           | 5      | 2      |
| 2001-2002              | Dinamo Zagabria        | 1. HNL                 | 4          | 0          | CC              | 0               | 0               | CU                 | -                  | -                  | -           | -           | -           | 4      | 0      |
| 2002-2003              | Inter Zaprešić         | 2.HNL                  | 15         | 10         | CC              | 0               | 0               | -                  | -                  | -                  | -           | -           | -           | 15     | 10     |
| 2003-2004              | Dinamo Zagabria        | 1. HNL                 | 24         | 9          | CC              | 7               | 3               | UCL+CU             | 4+2                | 0+1                | SC          | 1           | 1           | 38     | 14     |
| 2004-2005              | Dinamo Zagabria        | 1. HNL                 | 21         | 10         | CC              | 2               | 0               | CU                 | 7                  | 1                  | SC          | 1           | 0           | 31     | 11     |
| 2005-2006              | Dinamo Zagabria        | 1.HNL                  | 28         | 20         | CC              | 1               | 1               | -                  | -                  | -                  | -           | -           | -           | 29     | 21     |
| 2006-2007              | Dinamo Zagabria        | 1. HNL                 | 32         | 34         | CC              | 8               | 6               | UCL+CU             | 4+2                | 3+2                | SC          | 1           | 2           | 47     | 47     |
| Totale Dinamo Zagabria | Totale Dinamo Zagabria | Totale Dinamo Zagabria | 109        | 73         |                 | 18              | 10              |                    | 19                 | 7                  |             | 3           | 3           | 149    | 93     |
| 2007-2008              | Arsenal                | PL                     | 17         | 4          | FACup+CdL       | 3+5             | 1+4             | UCL                | 6                  | 3                  | -           | -           | -           | 31     | 12     |
| 2008-2009              | Arsenal                | PL                     | 0          | 0          | FACup+CdL       | 2+0             | 3+0             | UCL                | 2                  | 0                  |             | -           | -           | 4      | 3      |
| 2009-2010              | Arsenal                | PL                     | 24         | 4          | FACup+CdL       | 2+1             | 1+0             | UCL                | 5                  | 2                  |             | -           | -           | 32     | 7      |
| Totale Arsenal         | Totale Arsenal         | Totale Arsenal         | 41         | 8          |                 | 13              | 9               |                    | 13                 | 5                  |             | -           | -           | 67     | 22     |
| 2010-2011              | Šachtar                | PL                     | 22         | 6          | KU              | 3               | 2               | UCL                | 8                  | 4                  | SU          | 0           | 0           | 33     | 12     |
| 2011-2012              | Šachtar                | PL                     | 16         | 5          | KU              | 1               | 2               | UCL                | 5                  | 0                  | SU          | 0           | 0           | 22     | 7      |
| 2012-2013              | Šachtar                | PL                     | 20         | 4          | KU              | 4               | 0               | UCL                | 3                  | 0                  | SU          | 1           | 0           | 28     | 4      |
| 2013-2014              | Šachtar                | PL                     | 23         | 9          | KU              | 5               | 4               | UCL+UEL            | 1+1                | 0                  | SU          | 0           | 0           | 30     | 13     |
| 2014                   | Flamengo               | A/RJ+A                 | 0+18       | 0+8        | CB              | 6               | 1               | -                  | -                  | -                  | -           | -           | -           | 24     | 9      |
| 2015                   | Flamengo               | A/RJ+A                 | 10+9       | 1+2        | CB              | 3               | 1               | -                  | -                  | -                  | -           | -           | -           | 22     | 4      |
| Totale Flamengo        | Totale Flamengo        | Totale Flamengo        | 10+27      | 1+10       |                 | 9               | 2               |                    |                    |                    |             |             |             | 46     | 13     |
| 2015-2016              | Šachtar                | PL                     | 18         | 12         | CU              | 7               | 2               | UCL+UEL            | 7+8                | 1+3                | SU          | 0           | 0           | 41     | 18     |
| 2016-2017              | Šachtar                | PL                     | 10         | 2          | KU              | 1               | 0               | UCL+UEL            | 2+5                | 1                  | SU          | 1           | 0           | 19     | 3      |
| Totale Šachtar         | Totale Šachtar         | Totale Šachtar         | 109        | 38         |                 | 21              | 10              |                    | 40                 | 9                  |             | 2           | 0           | 172    | 57     |
| 2017                   | Athl. Paranaense       | A1/PR+A                | 6+6        | 1+0        | CB              | 3               | 0               | CL                 | 4                  | 1                  | -           | -           | -           | 19     | 2      |
| feb.-giu. 2018         | Legia Varsavia         | EK                     | 10         | 0          | CP              | 2               | 0               | -                  | -                  | -                  | -           | -           | -           | 12     | 0      |
| 2018-gen. 2019         | Legia Varsavia         | EK                     | 1          | 0          | CP              | 0               | 0               | UCL+UEL            | 0+1                | 0                  | SP          | 0           | 0           | 2      | 0      |
| Totale Legia Varsavia  | Totale Legia Varsavia  | Totale Legia Varsavia  | 11         | 0          |                 | 2               | 0               |                    | 1                  | 0                  |             | 0           | 0           | 14     | 0      |
| Totale carriera        | Totale carriera        | Totale carriera        | 339        | 143        |                 | 66              | 31              |                    | 77                 | 22                 |             | 5           | 3           | 487    | 199    |

### Cronologia presenze e reti in nazionale
| Cronologia completa delle presenze e delle reti in nazionale ― Croazia | Cronologia completa delle presenze e delle reti in nazionale ― Croazia | Cronologia completa delle presenze e delle reti in nazionale ― Croazia | Cronologia completa delle presenze e delle reti in nazionale ― Croazia | Cronologia completa delle presenze e delle reti in nazionale ― Croazia | Cronologia completa delle presenze e delle reti in nazionale ― Croazia | Cronologia completa delle presenze e delle reti in nazionale ― Croazia | Cronologia completa delle presenze e delle reti in nazionale ― Croazia |
| Data                                                                   | Città                                                                  | In casa                                                                | Risultato                                                              | Ospiti                                                                 | Competizione                                                           | Reti                                                                   | Note                                                                   |
| ---------------------------------------------------------------------- | ---------------------------------------------------------------------- | ---------------------------------------------------------------------- | ---------------------------------------------------------------------- | ---------------------------------------------------------------------- | ---------------------------------------------------------------------- | ---------------------------------------------------------------------- | ---------------------------------------------------------------------- |
| 16-11-2004                                                             | Dublino                                                                | Irlanda                                                                | 1 – 0                                                                  | Croazia                                                                | Amichevole                                                             | -                                                                      | 59’                                                                    |
| 9-2-2005                                                               | Gerusalemme                                                            | Israele                                                                | 3 – 3                                                                  | Croazia                                                                | Amichevole                                                             | -                                                                      | 75’                                                                    |
| 17-8-2005                                                              | Spalato                                                                | Croazia                                                                | 1 – 1                                                                  | Brasile                                                                | Amichevole                                                             | -                                                                      | 51’                                                                    |
| 29-1-2006                                                              | Hong Kong                                                              | Corea del Sud                                                          | 2 – 0                                                                  | Croazia                                                                | Lunar New Year Cup                                                     | -                                                                      |                                                                        |
| 1-2-2006                                                               | Hong Kong                                                              | Hong Kong                                                              | 0 – 4                                                                  | Croazia                                                                | Lunar New Year Cup                                                     | 1                                                                      | 83’                                                                    |
| 16-8-2006                                                              | Livorno                                                                | Italia                                                                 | 0 – 2                                                                  | Croazia                                                                | Amichevole                                                             | 1                                                                      | 22’ 77’                                                                |
| 6-9-2006                                                               | Mosca                                                                  | Russia                                                                 | 0 – 0                                                                  | Croazia                                                                | Qual. Euro 2008                                                        | -                                                                      | 71’                                                                    |
| 7-10-2006                                                              | Zagabria                                                               | Croazia                                                                | 7 – 0                                                                  | Andorra                                                                | Qual. Euro 2008                                                        | -                                                                      | 64’                                                                    |
| 11-10-2006                                                             | Zagabria                                                               | Croazia                                                                | 2 – 0                                                                  | Inghilterra                                                            | Qual. Euro 2008                                                        | 1                                                                      | 82’                                                                    |
| 15-11-2006                                                             | Tel-Aviv                                                               | Israele                                                                | 3 – 4                                                                  | Croazia                                                                | Qual. Euro 2008                                                        | 3                                                                      | 81’                                                                    |
| 7-2-2007                                                               | Fiume                                                                  | Croazia                                                                | 2 – 1                                                                  | Norvegia                                                               | Amichevole                                                             | -                                                                      | 46’                                                                    |
| 24-3-2007                                                              | Zagabria                                                               | Croazia                                                                | 2 – 1                                                                  | Macedonia                                                              | Qual. Euro 2008                                                        | 1                                                                      |                                                                        |
| 2-6-2007                                                               | Tallinn                                                                | Estonia                                                                | 0 – 1                                                                  | Croazia                                                                | Qual. Euro 2008                                                        | 1                                                                      | 84’                                                                    |
| 6-6-2007                                                               | Zagabria                                                               | Croazia                                                                | 0 – 0                                                                  | Russia                                                                 | Qual. Euro 2008                                                        | -                                                                      |                                                                        |
| 22-8-2007                                                              | Sarajevo                                                               | Bosnia ed Erzegovina                                                   | 3 – 5                                                                  | Croazia                                                                | Amichevole                                                             | 1                                                                      | 62’                                                                    |
| 8-9-2007                                                               | Zagabria                                                               | Croazia                                                                | 2 – 0                                                                  | Estonia                                                                | Qual. Euro 2008                                                        | 2                                                                      |                                                                        |
| 12-9-2007                                                              | Andorra la Vella                                                       | Andorra                                                                | 0 – 6                                                                  | Croazia                                                                | Qual. Euro 2008                                                        | 1                                                                      | 62’                                                                    |
| 13-10-2007                                                             | Zagabria                                                               | Croazia                                                                | 1 – 0                                                                  | Israele                                                                | Qual. Euro 2008                                                        | 1                                                                      | 45’                                                                    |
| 16-10-2007                                                             | Fiume                                                                  | Croazia                                                                | 3 – 0                                                                  | Slovacchia                                                             | Amichevole                                                             | -                                                                      |                                                                        |
| 17-11-2007                                                             | Skopje                                                                 | Macedonia                                                              | 2 – 0                                                                  | Croazia                                                                | Qual. Euro 2008                                                        | -                                                                      | 54’                                                                    |
| 21-11-2007                                                             | Londra                                                                 | Inghilterra                                                            | 2 – 3                                                                  | Croazia                                                                | Qual. Euro 2008                                                        | -                                                                      | 50’ 69’                                                                |
| 6-2-2008                                                               | Spalato                                                                | Croazia                                                                | 0 – 3                                                                  | Paesi Bassi                                                            | Amichevole                                                             | -                                                                      | 71’                                                                    |
| 11-2-2009                                                              | Bucarest                                                               | Romania                                                                | 1 – 2                                                                  | Croazia                                                                | Amichevole                                                             | -                                                                      | 61’                                                                    |
| 1-4-2009                                                               | Andorra la Vella                                                       | Andorra                                                                | 0 – 2                                                                  | Croazia                                                                | Qual. Mondiali 2010                                                    | 1                                                                      | 33’                                                                    |
| 12-8-2009                                                              | Minsk                                                                  | Bielorussia                                                            | 1 – 3                                                                  | Croazia                                                                | Qual. Mondiali 2010                                                    | 1                                                                      | 88’                                                                    |
| 5-9-2009                                                               | Zagabria                                                               | Croazia                                                                | 1 – 0                                                                  | Bielorussia                                                            | Qual. Mondiali 2010                                                    | -                                                                      | 81’                                                                    |
| 9-9-2009                                                               | Londra                                                                 | Inghilterra                                                            | 5 – 1                                                                  | Croazia                                                                | Qual. Mondiali 2010                                                    | 1                                                                      | 73’                                                                    |
| 14-11-2009                                                             | Vinkovci                                                               | Croazia                                                                | 5 – 0                                                                  | Liechtenstein                                                          | Amichevole                                                             | 2                                                                      | 58’                                                                    |
| 3-3-2010                                                               | Bruxelles                                                              | Belgio                                                                 | 0 – 1                                                                  | Croazia                                                                | Amichevole                                                             | -                                                                      | 57’                                                                    |
| 11-8-2010                                                              | Bratislava                                                             | Slovacchia                                                             | 1 – 1                                                                  | Croazia                                                                | Amichevole                                                             | -                                                                      | 46’                                                                    |
| 3-9-2010                                                               | Riga                                                                   | Lettonia                                                               | 0 – 3                                                                  | Croazia                                                                | Qual. Euro 2012                                                        | -                                                                      | 62’                                                                    |
| 7-9-2010                                                               | Zagabria                                                               | Croazia                                                                | 0 – 0                                                                  | Grecia                                                                 | Qual. Euro 2012                                                        | -                                                                      | 73’                                                                    |
| 9-10-2010                                                              | Tel-Aviv                                                               | Israele                                                                | 1 – 2                                                                  | Croazia                                                                | Qual. Euro 2012                                                        | -                                                                      | 57’                                                                    |
| 12-10-2010                                                             | Zagabria                                                               | Croazia                                                                | 2 – 1                                                                  | Norvegia                                                               | Amichevole                                                             | -                                                                      | 62’                                                                    |
| 17-11-2010                                                             | Zagabria                                                               | Croazia                                                                | 3 – 0                                                                  | Malta                                                                  | Qual. Euro 2012                                                        | -                                                                      | 78’                                                                    |
| 9-2-2011                                                               | Pola                                                                   | Croazia                                                                | 4 – 2                                                                  | Rep. Ceca                                                              | Amichevole                                                             | 1                                                                      | 46’                                                                    |
| 3-6-2011                                                               | Spalato                                                                | Croazia                                                                | 2 – 1                                                                  | Georgia                                                                | Qual. Euro 2012                                                        | -                                                                      |                                                                        |
| 10-8-2011                                                              | Dublino                                                                | Irlanda                                                                | 0 – 0                                                                  | Croazia                                                                | Amichevole                                                             | -                                                                      | 46’                                                                    |
| 2-9-2011                                                               | Ta' Qali                                                               | Malta                                                                  | 1 – 3                                                                  | Croazia                                                                | Qual. Euro 2012                                                        | -                                                                      | 82’                                                                    |
| 6-9-2011                                                               | Zagabria                                                               | Croazia                                                                | 3 – 1                                                                  | Israele                                                                | Qual. Euro 2012                                                        | 2                                                                      | 46’                                                                    |
| 7-10-2011                                                              | Atene                                                                  | Grecia                                                                 | 2 – 0                                                                  | Croazia                                                                | Qual. Euro 2012                                                        | -                                                                      | 45+2’ 52’                                                              |
| 11-10-2011                                                             | Fiume                                                                  | Croazia                                                                | 2 – 0                                                                  | Lettonia                                                               | Qual. Euro 2012                                                        | 1                                                                      |                                                                        |
| 11-11-2011                                                             | Istanbul                                                               | Turchia                                                                | 0 – 3                                                                  | Croazia                                                                | Qual. Euro 2012                                                        | -                                                                      | 90’                                                                    |
| 15-11-2011                                                             | Zagabria                                                               | Croazia                                                                | 0 – 0                                                                  | Turchia                                                                | Qual. Euro 2012                                                        | -                                                                      | 88’                                                                    |
| 29-2-2012                                                              | Zagabria                                                               | Croazia                                                                | 1 – 3                                                                  | Svezia                                                                 | Amichevole                                                             | -                                                                      | 47’                                                                    |
| 25-5-2012                                                              | Pola                                                                   | Croazia                                                                | 3 – 1                                                                  | Estonia                                                                | Amichevole                                                             | -                                                                      | 60’                                                                    |
| 2-6-2012                                                               | Oslo                                                                   | Norvegia                                                               | 1 – 1                                                                  | Croazia                                                                | Amichevole                                                             | 1                                                                      | 63’                                                                    |
| 10-6-2012                                                              | Poznań                                                                 | Irlanda                                                                | 1 – 3                                                                  | Croazia                                                                | Euro 2012 - 1º turno                                                   | -                                                                      | 89’                                                                    |
| 14-6-2012                                                              | Poznań                                                                 | Italia                                                                 | 1 – 1                                                                  | Croazia                                                                | Euro 2012 - 1º turno                                                   | -                                                                      | 83’                                                                    |
| 18-6-2012                                                              | Danzica                                                                | Croazia                                                                | 0 – 1                                                                  | Spagna                                                                 | Euro 2012 - 1º turno                                                   | -                                                                      | 81’                                                                    |
| 15-8-2012                                                              | Spalato                                                                | Croazia                                                                | 2 – 4                                                                  | Svizzera                                                               | Amichevole                                                             | 2                                                                      | 70’                                                                    |
| 7-9-2012                                                               | Zagabria                                                               | Croazia                                                                | 1 – 0                                                                  | Macedonia                                                              | Qual. Mondiali 2014                                                    | -                                                                      | 63’                                                                    |
| 16-10-2012                                                             | Osijek                                                                 | Croazia                                                                | 2 – 0                                                                  | Galles                                                                 | Qual. Mondiali 2014                                                    | 1                                                                      | 77’                                                                    |
| 26-3-2013                                                              | Swansea                                                                | Galles                                                                 | 1 – 2                                                                  | Croazia                                                                | Qual. Mondiali 2014                                                    | 1                                                                      |                                                                        |
| 7-6-2013                                                               | Zagabria                                                               | Croazia                                                                | 0 – 1                                                                  | Scozia                                                                 | Qual. Mondiali 2014                                                    | -                                                                      | 56’                                                                    |
| 14-8-2013                                                              | Vaduz                                                                  | Liechtenstein                                                          | 2 – 3                                                                  | Croazia                                                                | Amichevole                                                             | 2                                                                      |                                                                        |
| 6-9-2013                                                               | Belgrado                                                               | Serbia                                                                 | 1 – 1                                                                  | Croazia                                                                | Qual. Mondiali 2014                                                    | -                                                                      | 41’ 63’                                                                |
| 10-9-2013                                                              | Jeonju                                                                 | Corea del Sud                                                          | 1 – 2                                                                  | Croazia                                                                | Amichevole                                                             | -                                                                      | 58’                                                                    |
| 15-10-2013                                                             | Edimburgo                                                              | Scozia                                                                 | 2 – 0                                                                  | Croazia                                                                | Qual. Mondiali 2014                                                    | -                                                                      | 59’                                                                    |
| 15-11-2013                                                             | Reykjavík                                                              | Islanda                                                                | 0 – 0                                                                  | Croazia                                                                | Qual. Mondiali 2014                                                    | -                                                                      | 72’                                                                    |
| 5-3-2014                                                               | San Gallo                                                              | Svizzera                                                               | 2 – 2                                                                  | Croazia                                                                | Amichevole                                                             | -                                                                      | 56’                                                                    |
| 31-5-2014                                                              | Osijek                                                                 | Croazia                                                                | 2 – 1                                                                  | Mali                                                                   | Amichevole                                                             | -                                                                      | 73’                                                                    |
| 6-6-2014                                                               | Salvador                                                               | Croazia                                                                | 1 – 0                                                                  | Australia                                                              | Amichevole                                                             | -                                                                      | 77’                                                                    |
| 19-6-2014                                                              | Manaus                                                                 | Camerun                                                                | 0 – 4                                                                  | Croazia                                                                | Mondiali 2014 - 1º turno                                               | -                                                                      | 69’ 89’                                                                |
| Totale                                                                 |                                                                        | Presenze                                                               | 64                                                                     |                                                                        | Reti (5º posto)                                                        | 29                                                                     |                                                                        |

## Palmarès

### Club
- Campionato croato: 2

Dinamo Zagabria: 2005-2006, 2006-2007
- Coppa di Croazia: 3

Dinamo Zagabria: 2001-2002, 2003-2004, 2006-2007
- Supercoppa di Croazia: 2

Dinamo Zagabria: 2003, 2006
- Campionato ucraino: 4

Shakhtar: 2010-2011, 2011-2012, 2012-2013, 2013-2014
- Coppa d'Ucraina: 4

Shakhtar: 2010-2011, 2011-2012, 2012-2013, 2015-2016
- Supercoppa d'Ucraina: 3

Shakhtar: 2012, 2013, 2015
- Coppa di Polonia: 1

Legia Varsavia: 2017-2018
- Campionato polacco: 1

Legia Varsavia: 2017-2018

### Individuale
- Calciatore croato dell'anno: 1

2006
- Miglior calciatore del campionato croato: 2

2006, 2007
- Capocannoniere del campionato croato: 1

2006-2007 (34 gol)
- Capocannoniere della Coppa di Croazia: 1

2006-2007 (6 reti)
- Capocannoniere della Coppa di Lega inglese: 1

2007-2008 (4 gol)
- Capocannoniere della Coppa d'Ucraina: 1

2014 (4 gol)